# Yingde
Yingde (英德 ; pinyin : Yīngdé) est une ville de la province chinoise du Guangdong. C'est une ville-district placée sous la juridiction de la ville-préfecture de Qingyuan. On y parle le cantonais.

## Démographie
La population du district était de 1 002 887 habitants en 1999.